# Khayala Aghayeva
Khayala Aghayeva (Khayala Zakir gizi Aghayeva (18 de enero de 1997,Bakú) es una periodista azerbaiyana, activista por los derechos de las mujeres y presa política. Desde 2015, trabaja como reportera para Meydan TV.
El 6 de diciembre de 2024, fue arrestada en el marco de una causa penal contra periodistas de Meydan TV. Khayala Aghayeva y otros seis periodistas detenidos en el caso fueron acusados en virtud del artículo 206.3.2 del Código Penal (contrabando cometido por un grupo de personas con acuerdo previo). 
Varias organizaciones locales e internacionales de derechos humanos condenaron la detención de Khayala Aghayeva, calificándola de política, e instaron a las autoridades azerbaiyanas a liberarla inmediatamente.
Actualmente se encuentra detenida en el Centro de Detención Preventiva de Bakú del Servicio Penitenciario del Ministerio de Justicia.

## Trayectoria
Khayala Aghayeva estudió en la Facultad de Comunicación de Bakú y desde 2015 trabaja como reportera para Meydan TV.  A lo largo de su carrera profesional ha enfrentado repetidamente detenciones, resistencia policial y malos tratos.El 29 de mayo de 2019, fue detenida mientras cubría una protesta frente al edificio de la Administración Presidencial en el ejercicio de sus funciones periodísticas. Estuvo retenida durante más de dos horas en la 9.ª comisaría del Departamento de Policía del Distrito de Sabail y posteriormente fue liberada.
El 19 de octubre de 2019, fue detenida por la policía mientras realizaba su trabajo periodístico durante una manifestación de la oposición en Bakú. Permaneció retenida durante varias horas en el Departamento de Policía del Distrito de Nasimi y luego fue liberada.El 14 y 15 de julio de 2020, durante una protesta frente a la Asamblea Nacional, Khayala Aghayeva sufrió presiones policiales mientras cumplía con sus obligaciones profesionales: le confiscaron su teléfono y sus credenciales de prensa.El 14 de diciembre de 2022, Khayala Aghayeva y su colega de Meydan TV, Aytaj Tapdig, viajaron para filmar una protesta en la carretera Shusha-Khankendi, pero fueron detenidas por "hombres vestidos de civil y con máscaras negras". Sin ninguna explicación, las obligaron a subir a un coche y las devolvieron.  Antes de liberarlas, les confiscaron los teléfonos y borraron el material. En noviembre de 2024, Khayala Aghayeva y Aytaj Tapdig fueron detenidos por personal de seguridad mientras cubrían una protesta del activista por los derechos de los animales K. Mammadli durante la 29.ª sesión de la Conferencia de las Partes de la Convención Marco de las Naciones Unidas sobre el Cambio Climático (COP29). Los guardias llevaron a la fuerza a Aghayeva y Ahmadova a un área de servicio y luego las escoltaron fuera del recinto del evento.

## Arresto y juicio
El 6 de diciembre de 2024, Khayala Aghayeva y otros seis periodistas —el editor jefe de Meydan TV, Aynur Elgunesh, los reporteros Aytaj Tapdig, Aysel Umudova, Natig Javadli, el periodista independiente Ramin Deko y el subdirector de la Escuela de Periodismo de Bakú (BJM), Ulvi Tahirov— fueron arrestados en el Departamento de Policía Principal de la ciudad de Bakú como parte de un caso penal iniciado contra Meydan TV.  Cada uno de ellos fue acusado en virtud del artículo 206.3.2 del Código Penal de Azerbaiyán (contrabando cometido por un grupo de personas en colusión previa).  Según el abogado de Khayala Aghayeva, Nazim Musayev, ella no admite su culpabilidad y cree que los cargos están directamente relacionados con sus actividades periodísticas.   «Aghayeva no denunció maltrato físico. Sin embargo, fue sometida a presión psicológica. En concreto, la obligaron a testificar antes de que llegara su abogado. Después de que comencé a representarla, ejerció su derecho a retractarse del testimonio inicial prestado en ausencia de asistencia legal», declaró Musayev.   El 8 de diciembre, se revisó la solicitud de prisión preventiva presentada por la autoridad investigadora. El Tribunal de Distrito de Khatai, presidido por la jueza Sulhana Hajiyeva, confirmó la solicitud de arresto.  Se impuso una medida de prisión preventiva de cuatro meses a todos los detenidos, incluida Khayala Aghayeva.  Ella negó los cargos y reiteró que su arresto estaba relacionado con su trabajo profesional. Su abogado, Nazim Musayev, calificó la decisión del tribunal de infundada: "Esta es una decisión absolutamente infundada. Mi clienta, Khayala Aghayeva, ni siquiera comprendió el fundamento de los cargos. Simplemente la sacaron de su domicilio. La solicitud de arresto fue redactada en términos vagos y no se presentaron pruebas concretas. Por supuesto, apelaremos el arresto".Khayala Aghayeva apeló la decisión del Tribunal de Distrito de Khatai del 8 de diciembre. El 13 de diciembre, en una audiencia en el Tribunal de Apelaciones de Bakú, presidida por el juez Zaur Huseynov , su apelación fue rechazada y se confirmó la prisión preventiva. Su abogado, Nazim Musayev, declaró que el investigador del Departamento Principal de Policía de la Ciudad de Bakú no justificó el arresto de Aghayeva ante el tribunal. "Pregunté si Khayala Aghayeva había ingresado dinero al país, ya sea abierta o secretamente, a través de la aduana.
El investigador dijo que no. Le pregunté: 'Entonces, ¿por qué la arrestaron?'. Respondió: 'Demostraremos que ella también estaba involucrada'", declaró Musayev.  El 14 de enero de 2025, el Tribunal de Distrito de Khatai, presidido nuevamente por la jueza Sulhana Hajiyeva, revisó una moción para sustituir la prisión preventiva de Khayala Aghayeva por arresto domiciliario. Durante la audiencia, el abogado Nazim Musayev argumentó:«Si Khayala Aghayeva trabajara en aduanas y tuviera millones, ahora estaría libre. Pero toda su riqueza reside en su libertad de expresión, su voz y los informes que elaboró. Por eso está en prisión».
El investigador Nijat Osmanov, del Departamento Principal de Policía de la ciudad de Bakú, también asistió a la audiencia. El tribunal rechazó la solicitud de la defensa. Khayala Aghayeva apeló la decisión del Tribunal de Distrito de Khatai del 14 de enero. El 17 de enero, el Tribunal de Apelación de Bakú rechazó su apelación y confirmó la prisión preventiva.
El 14 de marzo de 2025, el Tribunal de Distrito de Khatai revisó una solicitud del órgano de investigación para extender la prisión preventiva de Aghayeva. El tribunal accedió a la solicitud y prorrogó su detención por tres meses más.  
El 24 de junio de 2025, el Tribunal de Distrito de Khatai, a petición de los órganos de investigación, extendió la medida preventiva de Khayala Ahgayeva por tercera vez. El 2 de julio de 2025, el Tribunal de Apelación de Bakú consideró un recurso contra la sentencia de 24 de junio sobre la prórroga de la medida cautelar de detención. El recurso fue desestimado durante una audiencia presidida por el juez Ibrahim Ibrahimli.

## Atención internacional
La detención de los periodistas de Meydan TV ha suscitado fuertes críticas. Organizaciones internacionales influyentes han exigido a las autoridades azerbaiyanas su liberación. Líderes de los partidos de la oposición en Azerbaiyán, como el Partido Frente Popular Azerbaiyano (APFP), el Partido Musavat, el Partido Alternativa Republicana (REAL) y el Consejo Nacional de Fuerzas Democráticas, emitieron comunicados condenando la detención de los periodistas de Meydan TV. 
La organización internacional de derechos humanos Amnistía Internacional condenó las detenciones. "Condenamos las recientes detenciones y pedimos a las autoridades azerbaiyanas que liberen de inmediato a los periodistas y trabajadores de los medios de comunicación. Temíamos una represión tras la COP29, y ahora instamos a los Estados participantes de la conferencia de la ONU a responder a la persecución continua en Azerbaiyán, país que aún ostenta la presidencia de la COP29", declaró la organización. Amnistía Internacional enfatizó que las recientes detenciones de periodistas independientes, incluido el personal de Meydan TV, forman parte de una ofensiva más amplia que comenzó hace un año y que busca silenciar las voces críticas e independientes. 
La organización defensora de la libertad de prensa Reporteros Sin Fronteras (RSF) también condenó las detenciones del personal de Meydan TV. En un mensaje publicado en la cuenta de RSF en la plataforma X, declaró: «Reporteros Sin Fronteras condena estas nuevas detenciones y exige la liberación inmediata de ellos y de otros 13 periodistas retenidos en condiciones vergonzosas por cargos falsos». 
El Comité para la Protección de los Periodistas (CPJ), con sede en Nueva York, también denunció los arrestos del personal de Meydan TV: "Las autoridades azerbaiyanas deben liberar de inmediato a Natig Javadli, Khayala Aghayeva, Aytaj Tapdig, Aynur Elgunesh, Aysel Umudova y Ramin Deko, junto con más de una docena de otros periodistas destacados detenidos por cargos similares en los últimos meses, y poner fin a este ataque sin precedentes contra la prensa independiente", enfatizó el CPJ. 
La organización internacional de derechos de los medios de comunicación, Artículo 19, también condenó las detenciones: «Apenas unas semanas después de la cumbre climática en Bakú, al menos siete periodistas, la mayoría de ellos de Meydan TV, fueron detenidos. Estas represiones son un duro recordatorio de que Azerbaiyán no tolera la crítica ni la disidencia. Debemos seguir resistiendo la presión sobre la libertad de prensa», publicó la organización en su cuenta X.
La organización de derechos humanos Freedom Now también se unió a los llamados para poner fin a la presión sobre la prensa independiente en Azerbaiyán: "Azerbaiyán continúa persiguiendo severamente a los periodistas independientes. El último acto de represión es la detención de cinco periodistas de Meydan TV por motivos claramente políticos. Exigimos su liberación inmediata y el fin de esta persecución", declaró la organización en su cuenta X.
Women Press Freedom (WPF) en su declaración apoyó a Meydan TV y a todos los periodistas en Azerbaiyán que siguen arriesgando su seguridad para informar la verdad: "Silenciar a la prensa es un ataque a la democracia", dijo la declaración de WPF.
El embajador del Reino Unido en Azerbaiyán, Fergus Auld, también criticó duramente los arrestos: “La detención de los periodistas de Meydan TV al final de la conferencia climática COP29 es una bofetada a los gobiernos democráticos”, escribió en su cuenta oficial X.

### Respuesta del Departamento de Estado de EE. UU.
El 11 de diciembre de 2024, el secretario de Estado de Estados Unidos, Antony Blinken, emitió una declaración especial sobre la detención de activistas y periodistas en Azerbaiyán e instó a las autoridades del país a su liberación. Bakú acusó a Blinken de parcialidad y rechazó las acusaciones de supresión de las libertades civiles. En su declaración titulada "Escalada de la represión contra la sociedad civil y los medios de comunicación en Azerbaiyán", Blinken mencionó específicamente a Rufat Safarov, Sevinj Vagifgizi, Azer Gasimli, Farid Mehralizade, Bakhtiyar Hajiyev, al personal de Meydan TV recientemente detenido y a muchos otros arrestados por su labor en defensa de los derechos humanos. Estados Unidos instó al gobierno azerbaiyano a su liberación inmediata, declaró Blinken. "Estados Unidos está profundamente preocupado no solo por estas detenciones, sino también por la creciente represión de la sociedad civil y los medios de comunicación en Azerbaiyán", enfatizó el comunicado del Departamento de Estado de Estados Unidos . El Ministerio de Asuntos Exteriores de Azerbaiyán respondió negativamente a la declaración de Blinken, acusando al Departamento de Estado de Estados Unidos de interferir en los asuntos internos del país. Según el ministerio, dicha injerencia ha continuado durante los últimos cuatro años, lo que ha supuesto una pérdida para las relaciones entre Azerbaiyán y Estados Unidos.